# کنگره خلق‌های ایران
کنگرۀ خلق‌های ایران یک کنگرۀ سیاسی بود که قرار بود به ابتکار جبهه دموکراتیک ملی ایران به صورت سمبولیک در برابر مجلس خبرگان قانون اساسی تشکیل شده و قانون اساسی غیرالزام‌آوری را با هدف نهایی تأسیس شورای خلق‌های ایران به تصویب برساند. به گفتۀ‌ مهدی خان‌بابا تهرانی به دلیل حملۀ حکومت مرکزی به کردستان این کنگره هرگز برگزار نشد.

## تصویب طرح خودمختاری خلق‌های ایران
در تیرماه ۱۳۵۸ نیروهای تشکیل‌دهندۀ جبهه دموکراتیک ملی ایران طی کنفرانسی  در مکان دفتر جبهه در تهران طرحی را در ۱۱ ماده با عنوان طرح خودمختاری به تصویب رساندند. توافق شد که این طرح در کنگرۀ خلق‌های ایران مورد بررسی شمار وسیع‌تری از مردم قرار گیرد و قرار شد که این کنگره در در اواخر مرداد ۱۳۵۸ در مهاباد برگزار شود. ۹ حزب و سازمان تهیه‌کنندۀ این طرح عبارت بودند از خلق کُرد سازمان چریک‌های فدایی خلق ایران شاخۀ کردستان، کوملۀ انقلابی زحمتکشان کردستان و حزب دموکرات کردستان ایران، از خلق ترکمن کانون فرهنگی خلق ترکمن، از خلق عرب كانون فرهنگی خلق عرب ایران، از خلق بلوچ سازمان دموکراتیک خلق بلوچ و خانه بلوچ، از خلق ترک گروه بررسی مسائل آذربایجان، و جبهه دموکراتیک ملی ایران نیز به عنوان سازمانی سراسری در این کنفرانس شرکت داشت.
این طرح ایران را کشوری کثیرالمله می‌دانست که ۶ ملت بلوچ، ترک، ترکمن، عرب، فارس و کُرد ملیت‌های اصلی آن را تشکیل می‌دهند و بر این اساس پیشنهاد کرده‌بود که حکومتی فدرال و دموکراتیک به صورت مجموعه‌ای از مناطق خودمختار بر اساس زبان، فرهنگ، سرزمین و ویژگی‌های اقتصادی مشترک، با حقوق و تکالیف برابر تأسیس شود. به لحاظ قانونگذاری هر منطقه دارای یک مجلس شورای منطقه‌ای و یک مجلس مرکزی فدرال است که وضع قوانین محلی، نظارت بر اجرای آن‌ها، تعیین حکومت محلی و ادارۀ مؤسسات انتظامی، اقتصادی، آموزشی و بهداشتی هر منطقه را بر عهده دارد و مصوبات مجالس منطقه‌ای نباید با قانون اساسی فدرال و سیاست عمومی دولت فدرال مغایرت داشته‌باشد. همچنین هر منطقه دارای یک قوۀ قضاییۀ مستقل خواهد بود. به لحاظ زبانی نیز در هر منطقه زبان هر ملت در کنار زبان فارسی که زبان رسمی سراسر کشور است رسمیت خواهد داشت. همچنین کلیۀ امور مربوط به سیاست خارجی، دفاع ملی، سیاست پولی و ارزی در صلاحیت حکومت فدرال مرکزی است. بر اساس این طرح تحکیم همبستگی و همکاری بین تمام مردم ایران وظیفۀ همۀ حکومت‌های منطقه‌ای است و حکومت فدرال مرکزی نیز می‌باید برای جبران عقب‌ماندگی‌های مناطق کمترتوسعه‌یافتۀ کشور بودجۀ اضافی در اختیار این مناطق قرار دهد. این طرح قرار بود در کنگرۀ خلق‌های ایران در مهاباد مورد بحث و بررسی قرار بگیرد.

## برگزاری کنگره در مهاباد
پس از برگزاری همه‌پرسی نظام جمهوری اسلامی در ایران و همزمان با بحث‌هایی که در رابطه با مجلس مؤسسان در جریان بود،‌ روح‌الله خمینی تصمیم گرفت که به جای برگزاری مجلس مؤسسان حکومت جدید، مجلسی به نام خبرگان تأسیس کند که تنها روحانیون قادر به عضویت در آن باشند. در آن زمان جبهه دموکراتیک ملی ایران به همراه نیروهای سیاسی کردستان و دیگر نیروهای اپوزیسیون در مخالفت با برگزاری مجلس خبرگان و انتخابات آن تصمیم گرفتند که با هدف نهایی تأسیس شورای خلق‌های ایران، کنگره‌ای را تحت عنوان کنگرۀ خلق‌های ایران در مهاباد برگزار کنند. بر اساس برنامه بنا بر این بود که در این کنگره یک قانون اساسی به صورت سمبولیک از سوی نمایندگان احزاب و گروه‌های سیاسی به تصویب برسد.

## ناکامی در برگزاری کنگرۀ خلق‌های ایران
به گفتۀ‌ مهدی خان‌بابا تهرانی حملۀ حکومت مرکزی به کردستان دقیقاً یک روز قبل از برگزاری کنگرۀ خلق‌های ایران در مهاباد صورت گرفت و برگزاری این کنگره را ناکام گذاشت.
جبهۀ‌ دموکراتیک ملی ایران پس از ناکامی در برگزاری کنگرۀ خلق‌های ایران تصمیم گرفت که از طریق اتحاد با نیروهای کُرد، سازمان مجاهدین خلق ایران و دیگر نیروهای اپوزیسیون جریان متحدی را در برابر جمهوری اسلامی تأسیس کند. به گفتۀ‌ مهدی خان‌بابا تهرانی جریان موسوم به اتحاد چپ طرحی را تحت عنوان «ضرورت تشکیل یک جبهۀ‌ واحد دموکراتیک-ضدامپریالیستی و تشکیل جبهۀ‌ واحد چپ» مطرح کرد که بر اساس آن نیروهای چپ جبهۀ‌ واحدی را به وجود آورده و سپس با سایر نیروها در یک جبهه قرار می‌گرفتند.